# パピーミル
パピーミル（英: puppy mill）は、営利を目的として愛玩犬を費用を抑えて大量に繁殖させている悪質なブリーダーのことを指す。パピーは英語で「子犬」、ミルは「工場」を指す。
日本では犬以外の愛玩動物のブリーダーに対しても使われることがある用語だが、養鶏、その他産業動物の畜産、魚介類の養殖、養蚕、養蜂については対象が愛玩動物ではないためパピーミルとは呼ばれない。

## 概要
愛玩動物の営利目的の悪質なブリーダーをパピーミルと呼ぶ。
パピーミルでは、幼獣の個体は製品、成獣の個体は製品の製造設備とみなされ、いずれも生物として適切に扱われることはない。パピーミルでは母体への負担よりも生産性を重視し、一個体あたりの床面積や、環境のメンテナンス費用、食費なども最小限に抑えられている。朝日新聞の『知恵蔵 mini』によれば、犬の場合、繁殖条件の悪さに起因する先天性または後天性の健康問題のある個体も珍しくはない。不法な遺棄事件や多頭飼育崩壊として発覚することもある。生体小売業としてのあり方や動物福祉の面からも問題となっている。

## 関連文献
- 大岳美帆『子犬工場 いのちが商品にされる場所』WAVE出版、2015年11月。ISBN 978-4872909654。
- “残虐な「子犬工場」が摘発される　残されたのは、５２６匹の犬たち”. grape.   株式会社グレイプ (2015年11月18日). 2017年12月24日閲覧。
- ““Puppy mills” A dog's life”.  The Economist (2010年11月11日). 2017年12月24日閲覧。
- “食肉になる子犬を救え！ 「子犬工場」に立ち向かう人たち”. BuzzFeed NEWS.  BuzzFeed Japan (2017年9月17日). 2017年12月24日閲覧。